# تاریخ چین کمبریج
تاریخ چین کمبریج (انگلیسی: The Cambridge History of China) کتابی است در زمینهٔ تاریخ چین، که در ۱۳ جلد توسط دانشگاه کمبریج منتشر شد